# Montsó
Montsó (en aragonès, castellà i oficialment, Monzón) és la segona ciutat de la província d'Osca, amb una població de 17.115 habitants. Es troba en la zona oriental de la província, al costat dels rius Cinca i Sosa. És la capital de la comarca del Cinca Mitjà.

## Història

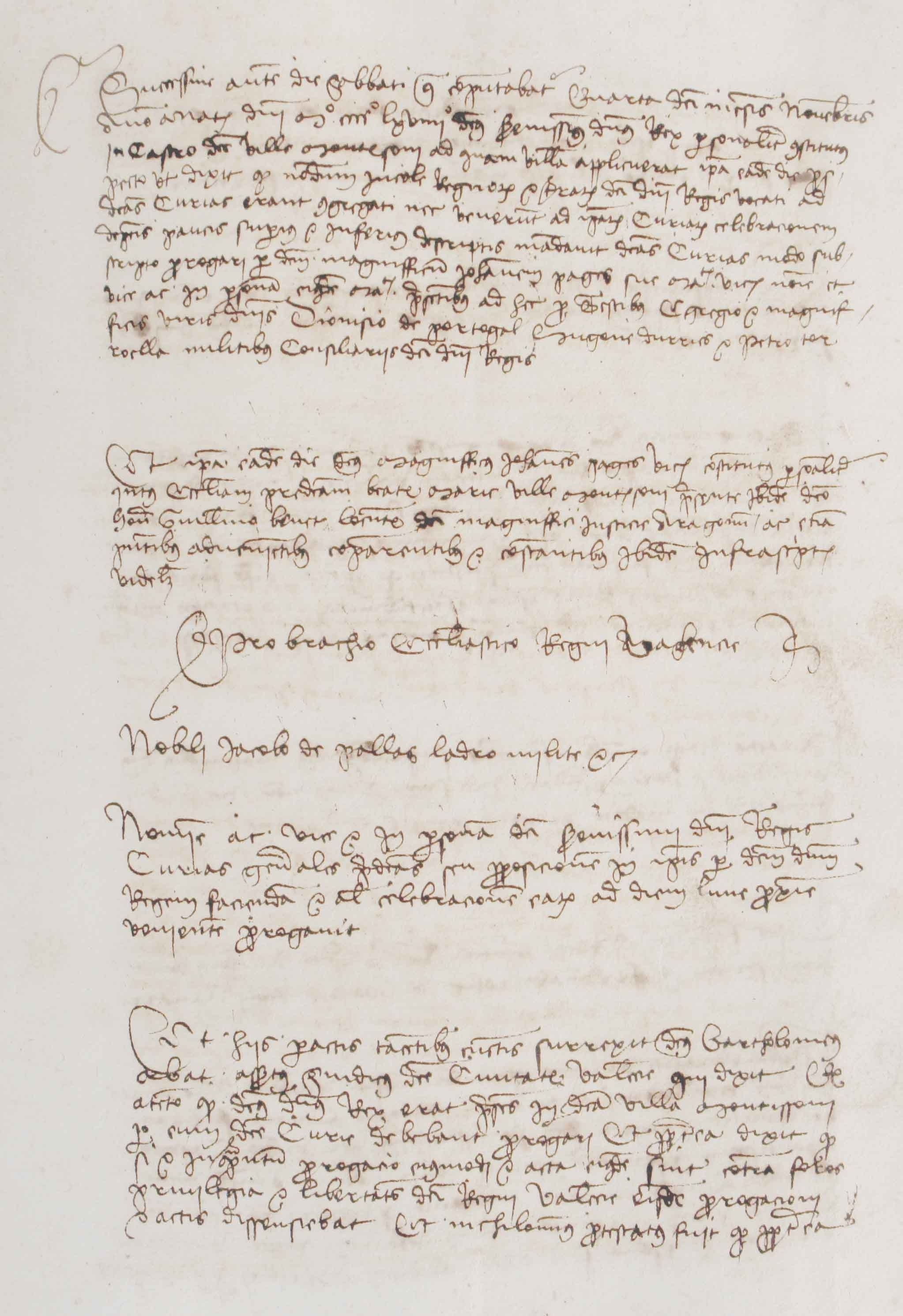
Llibre de les Corts de Montsó de 1469 - 1470. Arxiu Comarcal de l'Alt Penedès.

Montsó és important pel fet d'haver estat primer una comanda templera i posteriorment hospitalera de la castellania d'Amposta. Va ser en diverses ocasions seu de les Corts del Regne d'Aragó i Corts de la Corona d'Aragó, entre els segles XIII i XVII.
La catedral de Santa Maria del Romeral —de planta romànica— i el Castell de Montsó —d'origen àrab— són els edificis més destacats. Aquest castell va acollir la infantesa del rei Jaume I el Conqueridor, que estava sota la tutela dels templers. La situació privilegiada en els passos de les valls del Segre i del Cinca va fer del castell i de la ciutat un centre estratègic important.
Fou seu de les Corts Catalanes els anys: 1362, 1376, 1387, 1389, 1470, 1510.
Durant la Guerra dels Segadors, fou pres el 1642 per les tropes francocatalanes dirigides per Philippe de La Motte Houdancourt i l'any següent per les tropes castellanes de Felipe da Silva.
Fins a mitjan segle xvii s'hi va mantenir la llengua catalana.

## Llocs d'interès
- Castell de Montsó.
- Catedral de Santa Maria del Romeral, dels segles xii i xiii.
- Convent de Sant Francesc, habitat fins al 1835 (actualment és la seu del Conservatori Professional i de l'auditori de Montsó).
- Ermita de la verge de l'Alegria, del segle xvii.
- L'Ajuntament, dels segles XVI-XVII.
- Porta de Luzán.
- Muralla romànica.
- Mare de Déu de Lacs.[2]

## Administració
| Període      | Nom de l'alcalde/-essa    | Partit polític | Data de possessió |
| ------------ | ------------------------- | -------------- | ----------------- |
| 1979 - 1983  | Joaquín Saludas           | PCE            | 19/04/1979        |
| 1983 - 1987  | Carlos Allué              | PSOE           | 28/05/1983        |
| 1987 - 1991  | Ernesto Baringo           | PSOE           | 30/06/1987        |
| 1991 - 1995  | Ernesto Baringo           | PSOE           | 15/06/1991        |
| 1995 - 1999  | Nicolás Fortuño           | PP             | 17/06/1995        |
| 1999 - 2003  | Nicolás Fortuño           | PP             | 03/07/1999        |
| 2003 - 2007  | Fernando Heras Laderas    | PSOE           | 14/06/2003        |
| 2007 - 2011  | Fernando Heras Laderas    | PSOE           | 16/06/2007        |
| 2011 - 2015  | Rosa María Lanau Morancho | PP             | 11/06/2011        |
| 2015 - 2019  | Álvaro Burrell            | PSOE           | 13/06/2015        |
| 2019 - 2023  | Isaac Claver Ortigosa     | PP             | 15/06/2019        |
| Des del 2023 | n/d                       | n/d            | 17/06/2023        |

## Persones il·lustres
- Berenguer de Peralta (1200?-1256): frare dominic, canonge i bisbe electe de Lleida.
- Joan de Montsó (c.1340-1412): teòleg tomista de l'Orde dels Predicadors.
- Pedro Juan de Lastanosa (-1576): matemàtic, cartògraf i enginyer.
- Joaquín Costa (1846-1911), polític, jurista, economista i historiador aragonès, el representant més gran del moviment intel·lectual vuitcentista espanyol conegut com el Regeneracionisme.
- Luz Gabás (1968): novel·lista, filòloga i política.
- Conchita Martínez (1972), tenista.

## Imatges

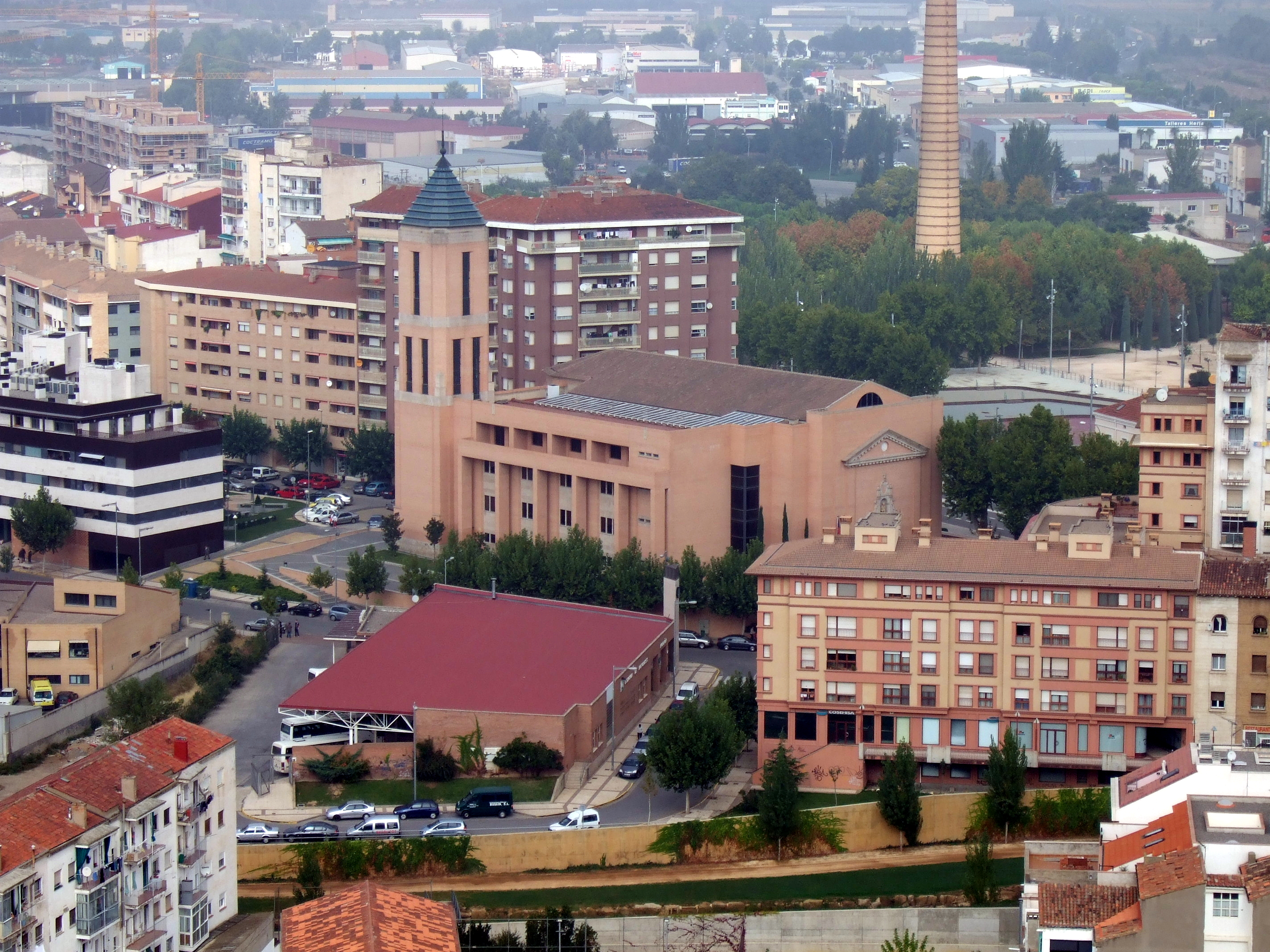
Conservatori Miguel Fleta
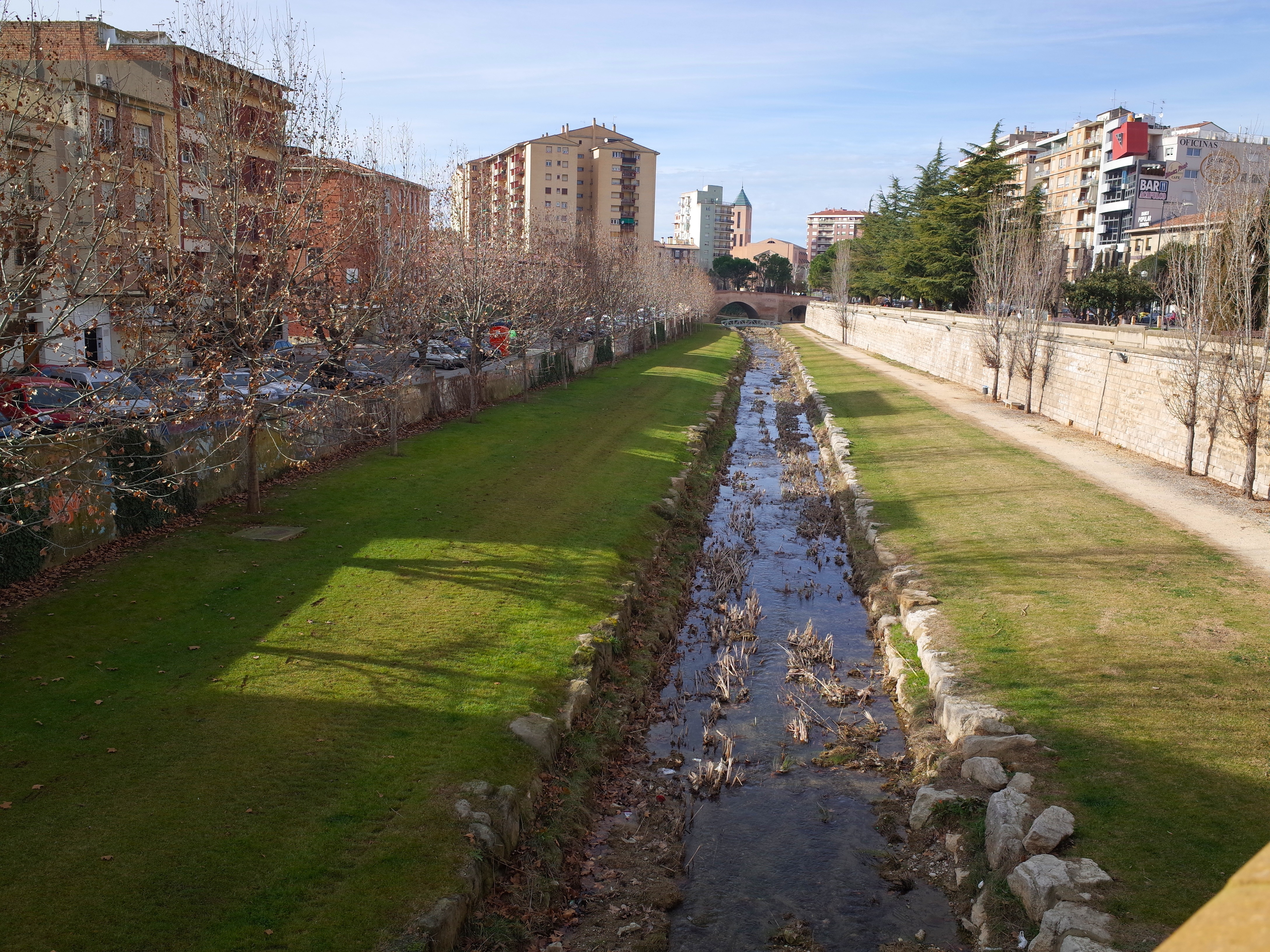
Riu Sosa

## Agermanament
- Muret